# Église Saint-Joseph de Cracovie
Pour les articles homonymes, voir Église Saint-Joseph.
L'église Saint-Joseph de Cracovie (en polonais Kościół św. Józefa) est une église catholique située à l'est de la vieille ville de Cracovie.

## Historique
A la place de l'église se trouvait à l'origine le palais Tęczyński, que Stanisław z Bnina Opaliński légua aux sœurs de Saint-Bernard qui étaient à Cracovie depuis 1646. Michał Warszycki a fait don de l'église vers la fin du XVIIe siècle. Elle a été construite entre 1694 et 1703. L'église a été endommagée dans l'incendie de 1850, mais elle a été rapidement reconstruite. Le bâtiment du monastère remonte à Kacper Bażanka et Francesco Placidi.

## Localisation géographique
L'église est située dans la partie orientale de la vieille ville de Cracovie, rue Poselska.

## Galerie

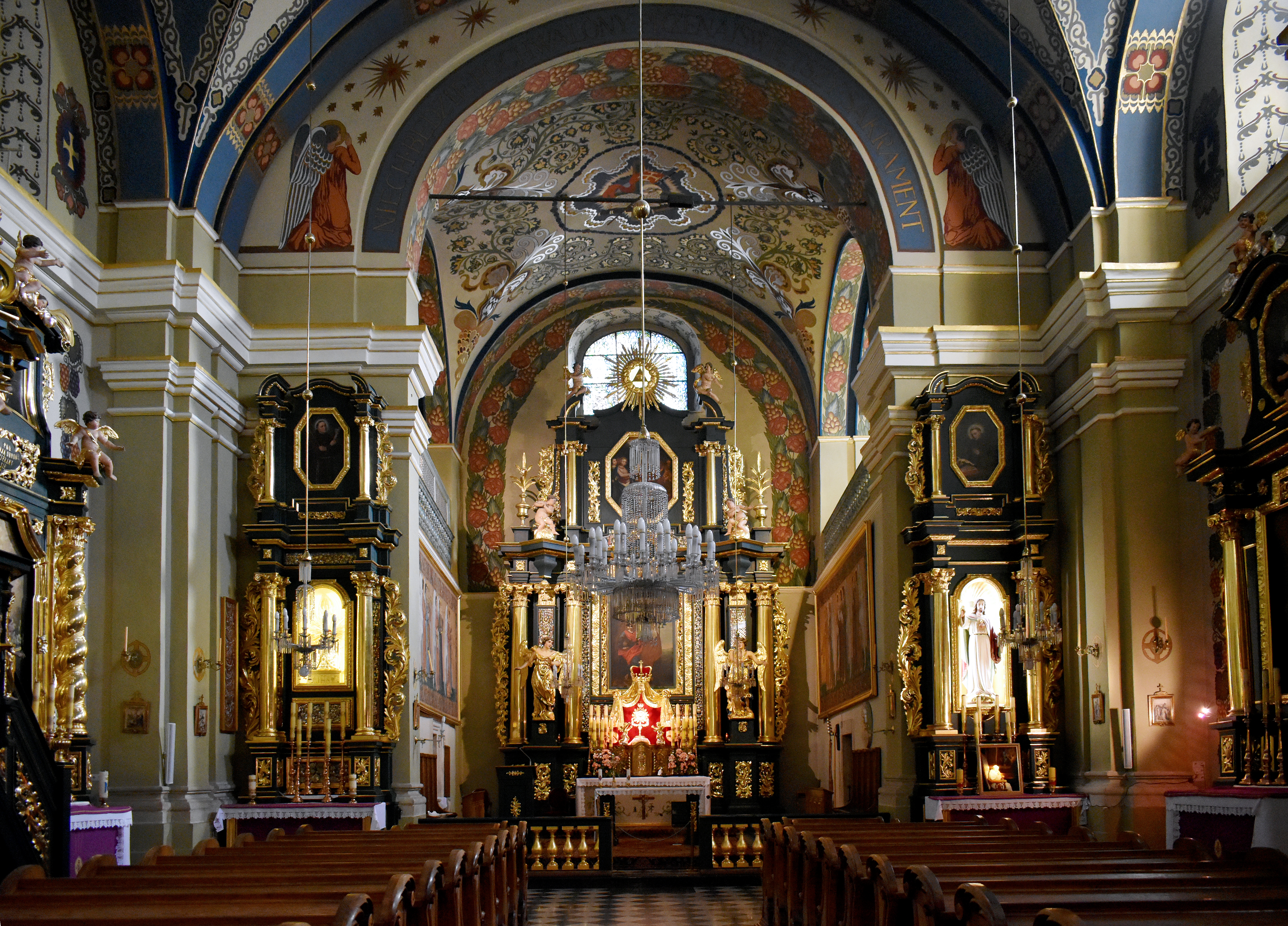
Intérieur
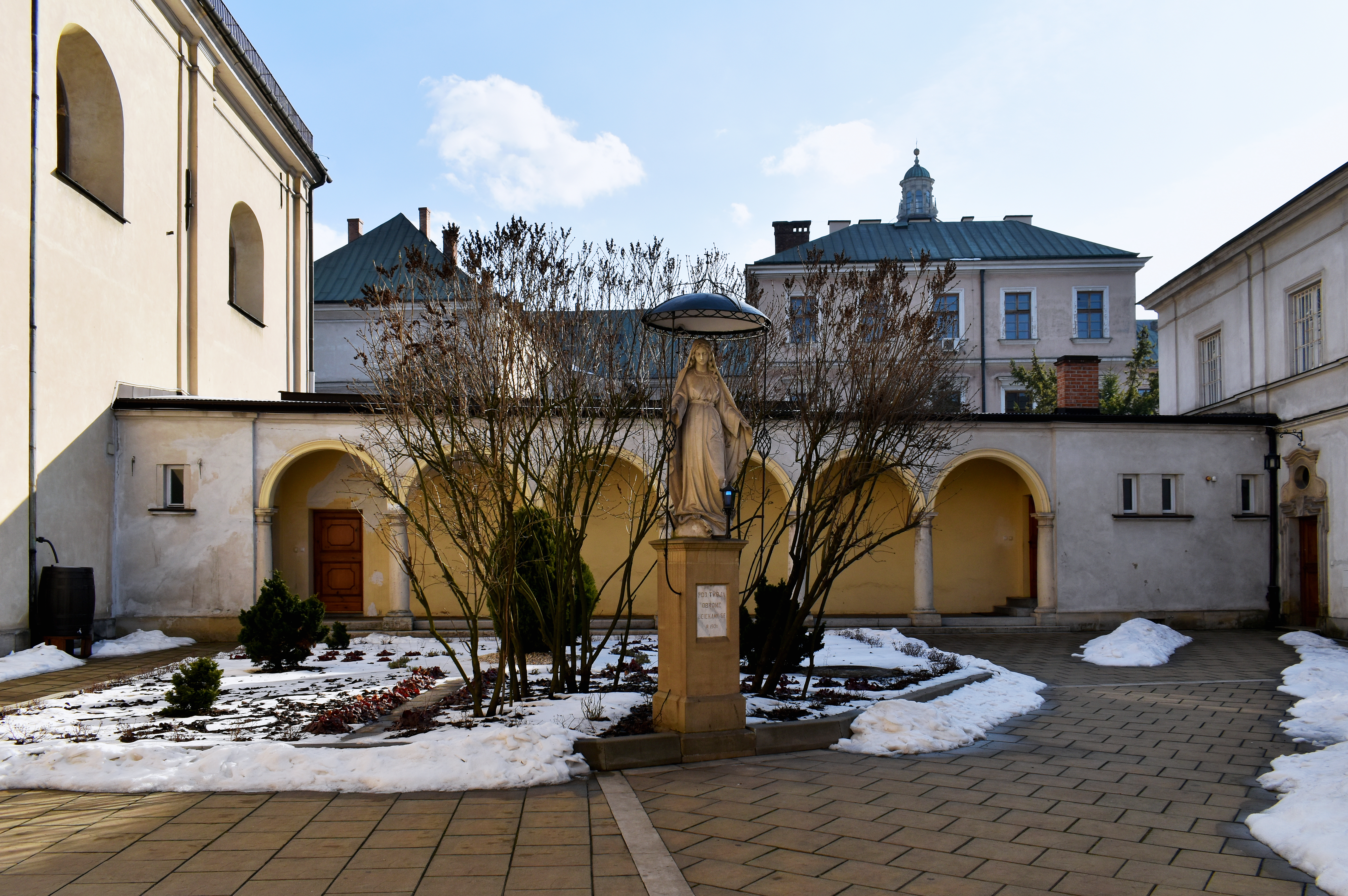
Cour devant l’église